# Egyesült Parasztifjúság Országos Szövetsége
Az Egyesült Parasztifjúság Országos Szövetsége, vagy rövidítve EPOSZ 1948-1950 között működő ifjúsági tömegszervezet, a Magyar Ifjúság Népi Szövetsége alszervezete volt. Az MKP segítségével jött létre 1948. március 15-én, tagjai falusi pártifjak voltak. Feladatai közé tartozott a falusi ifjúságot egységes szervezetté fűzni, műveltség fejlesztése, politikai öntudat növelése vagy kialakítása, kulturális és sportélet fejlesztése. 1950-ben 225 ezer fő alkotta tagságát. 1956-ban újjászerveződött, majd rövidesen felhagyott tevékenységével. Lapjai az EPOSZ Élet, az EPOSZ Vezető illetve a Magvető című kiadványok voltak.